# Іванова Марія Гаврилівна
Марія Гаврилівна Іванова (? — ?) — українська радянська діячка, вчителька, завідувачка (директор) Болградської початкової школи № 4 Одеської області. Депутат Верховної Ради УРСР 4-го скликання.

## Біографія
Освіта вища. З 1920-х років працювала вчителькою.
З 1940-х років — вчителька, завідувачка (директор) початкової школи № 4 міста Болграда Одеської області.

## Нагороди
- орден Леніна
- медалі
- значок «Відмінник народної освіти»